# Dust Bowl (álbum)
Dust Bowl é o nono álbum de estúdio do guitarrista de blues-rock estadunidense Joe Bonamassa.
Foi lançado em 22 de Março de 2011, sob o selo J&R Adventures
| Críticas profissionais                                                      | Críticas profissionais |
| Avaliações da crítica                                                       | Avaliações da crítica  |
| Fonte                                                                       | Avaliação              |
| --------------------------------------------------------------------------- | ---------------------- |
| Allmusic                                                                    | [ 1 ]                  |
| Esta tabela precisa de ser acompanhada por texto em prosa. Consulte o guia. |                        |

## Faixas
1. Slow Train - 6:49
2. Dust Bowl - 4:33
3. Tennessee Plates - 4:18
4. The Meaning Of The Blues - 5:44
5. Black Lung Heartache - 4:14
6. You Better Watch Yourself - 3:30
7. The Last Matador Of Bayonne - 5:23
8. Heartbreaker - 5:49
9. No Love On The Street (feat. Beth Hart) - 6:32
10. The Whale That Swallowed Jonah - 4:46
11. Sweet Rovena - 4:34
12. Prisoner - 6:48

## Paradas Musicais
| Paradas Musicais       | Ano  | Performance |
| ---------------------- | ---- | ----------- |
| UK Albums Chart        | 2011 | 12          |
| US Billboard 200       | 2011 | #37         |
| Top Blues Albums       | 2011 | #1          |
| Top Digital Albums     | 2011 | #25         |
| Top Independent Albums | 2011 | #5          |
| Top Rock Albums        | 2011 | #9          |
| Top Blues Albums       | 2012 | #1          |